# アレクサンデル7世 (ローマ教皇)

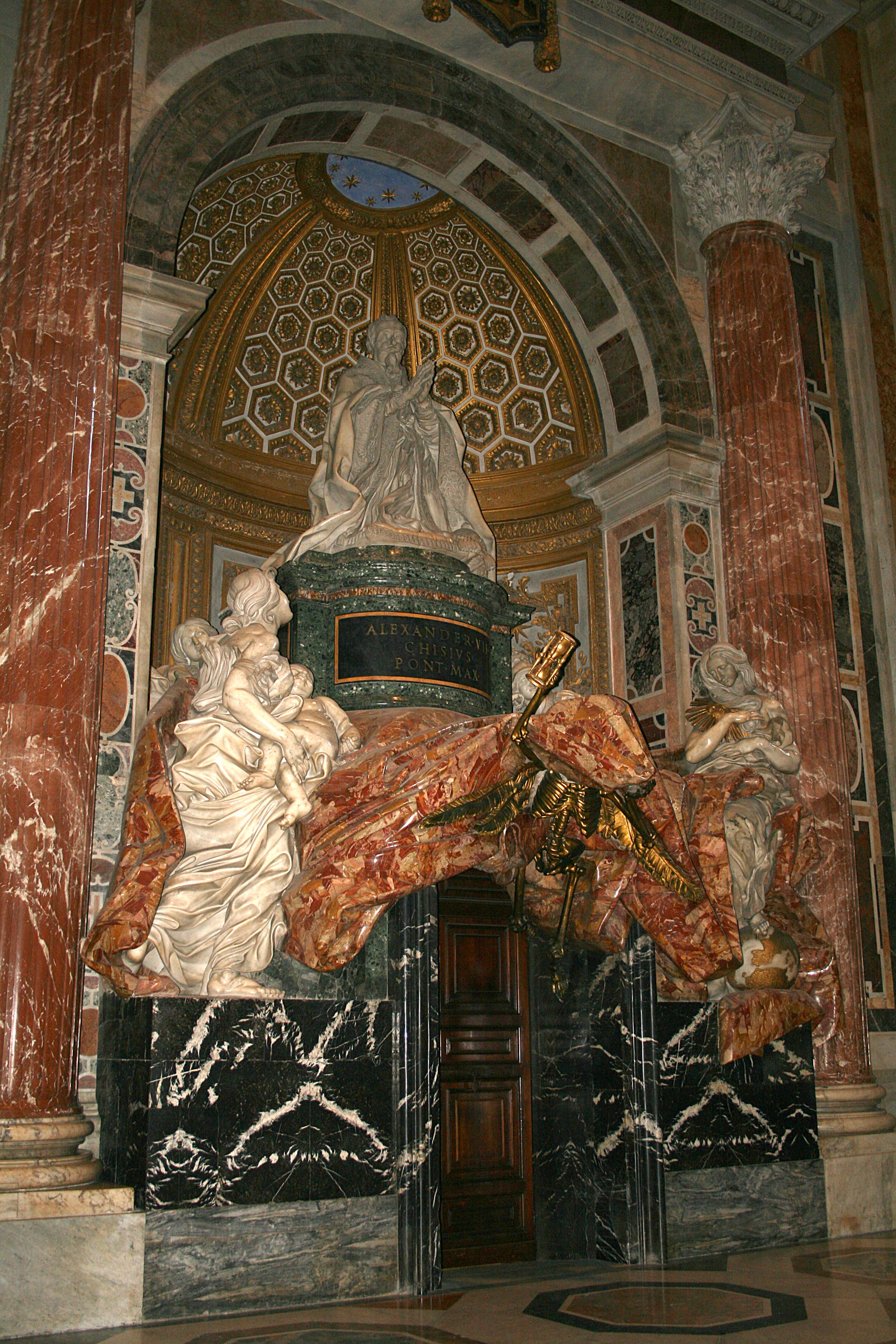
アレクサンデル7世の墓 - サン・ピエトロ大聖堂

アレクサンデル7世（Alexander VII、1599年2月13日 - 1667年5月22日）は、ローマ教皇（在位：1655年 - 1667年）。本名、ファビオ・キージ（Fabio Chigi）。学問と芸術を愛し、ベルニーニのパトロンとなって多くの作品を残させた。他方、ジャンセニスムを弾劾し、イエズス会を擁護してフランスと対立した。

## 生涯と初期のキャリア
ファビオ・キージは、シエナの名門貴族キージ家の出身であり、教皇パウルス5世の大甥にあたる。シエナ大学において哲学、神学、法学の研鑽を積んだ後、1627年にフェラーラの副教皇大使としてキャリアをスタートさせた。その後、知己の枢機卿の推薦によりマルタの巡察師に任命され、司祭に叙階された。ケルンの教皇大使を歴任するなど、着実にその地位を高めていった。その外交手腕が評価され、1648年より開催されたウェストファリア条約の交渉には、教皇庁の使節として参加。この条約は三十年戦争後の新たな国際秩序を構築し、フランス革命に至るまでのヨーロッパの安定に大きく貢献した。

## 教皇就任と親族登用
教皇インノケンティウス10世によってローマに召還されたファビオは、枢機卿に叙任され、国務長官の要職に就いた。1655年の教皇選挙は80日以上に及ぶ難航の末、スペイン枢機卿団の支持を得たファビオが新たな教皇に選出され、アレクサンデル7世を名乗ることとなった。当時、教皇庁内ではネポティズム（縁故主義）に対する批判が高まっていた。そのため、教皇は当初、親族のローマ訪問すら禁じていたが、次第に彼らを呼び寄せ、自身の側近として重用するようになった。また、故郷であるシエナのキージ家に対して露骨な便宜を図るようになり、批判を招いた。

## 文化事業への貢献
アレクサンデル7世自身は、政治よりも学問や芸術を好む傾向が強かった。彼はパリにおいて自身のラテン語詩を公開している。また、建築にも強い関心を示し、ローマ市内の整備に尽力した。老朽化した建物を撤去して道路を拡張・整備するだけでなく、著名な建築家ジャン・ロレンツォ・ベルニーニを庇護し、その活動を支援した。これにより、（親族の枢機卿たちの名義聖堂であった）サンタ・マリア・デル・ポポロ教会の装飾や、サン・ピエトロ大聖堂のペトロの司教座（カテドラ）などが完成を見た。中でも特に著名な業績として、サン・ピエトロ広場を取り囲む壮麗な二重の柱廊が挙げられる。

## スウェーデン女王クリスティーナの改宗
アレクサンデル7世の在位中、スウェーデンのクリスティーナ女王の改宗と退位はヨーロッパにおいて大きな話題となった。女王はカトリックに改宗した後、王位を放棄してローマに移住し、1655年のクリスマスにその地へ到着した。教皇は彼女を温かく迎え入れ、ローマでの生活を全面的に支援した。

## 対フランス外交
外交政策においては、フランスとの対立が常に繰り返された。フランスの枢機卿団は当初、キージの教皇就任を歓迎しておらず、妥協の末にこれを承認したという経緯があった。特に、フランス国王ルイ14世の宰相であったジュール・マザラン枢機卿は、フランス教会の自立（ガリカニスム）を主張して教皇と激しく対立し、両者の関係は悪化した。マザランの死後も両者の衝突は続き、ついには教皇領であったアヴィニョンがフランスの手に落ちた。1664年にはピサ協定が締結され、教皇がルイ14世に謝罪するという形で事態は収束した。一方、1640年にポルトガルがスペインからの独立を求めて教皇に仲裁を依頼した際には、教皇はスペイン側の立場を支持した。

## 教会政策
アレクサンデル7世はイエズス会に強い好意を抱いていた。ヴェネツィアが領土であるクレタ島へのオスマン帝国の侵攻に際して教皇に支援を求めた際、教皇は見返りとして1606年に発動されていたイエズス会員のヴェネツィアからの追放令の解除を求めた。また、フランスで広まっていたジャンセニスムを批判し、これを弾劾していたイエズス会を積極的に支持した。フランスの司教団は、1653年に発せられたコルネリウス・ヤンセンの著作『アウグスティヌス』における誤謬指摘の撤回を求めていたが、教皇はこれを拒否し、フランスと教皇庁の関係をさらに悪化させることになった。教皇は特に、ジャンセニスムにおける恩寵と人間の堕落した本性に関する理解が過度であると批判した。1665年の教書において、ジャンセニスム弾劾に対するフランス司教団の忠誠を求めたことは、大きな議論を呼んだ。
その他、1661年にはミサ典書のフランス語訳を禁止し、1665年にはフランシスコ・サレジオを列聖した。学問を愛した教皇は、バチカンに収蔵されている貴重な歴史資料を初めて学者たちに公開することを許可する英断を下した。